# New Girl/Episodenliste

Logo zur Serie

Diese Episodenliste enthält alle Episoden der US-amerikanischen Comedyserie New Girl, sortiert nach der US-amerikanischen Erstausstrahlung. Die Fernsehserie umfasst sieben Staffeln mit 146 Episoden.

## Übersicht
| Staffel | Episodenanzahl | Erstausstrahlung USA | Erstausstrahlung USA | Deutschsprachige Erstausstrahlung | Deutschsprachige Erstausstrahlung |
| Staffel | Episodenanzahl | Staffelpremiere      | Staffelfinale        | Staffelpremiere                   | Staffelfinale                     |
| ------- | -------------- | -------------------- | -------------------- | --------------------------------- | --------------------------------- |
| 1       | 24             | 20. September 2011   | 8. Mai 2012          | 5. Januar 2012                    | 19. Dezember 2012                 |
| 2       | 25             | 25. September 2012   | 14. Mai 2013         | 8. Mai 2013                       | 28. August 2013                   |
| 3       | 23             | 17. September 2013   | 6. Mai 2014          | 26. März 2014                     | 6. August 2014                    |
| 4       | 22             | 16. September 2014   | 5. Mai 2015          | 11. April 2015                    | 5. September 2015                 |
| 5       | 22             | 5. Januar 2016       | 10. Mai 2016         | 30. Januar 2017                   | 31. Mai 2017                      |
| 6       | 22             | 20. September 2016   | 4. April 2017        | 25. Januar 2018                   | 10. Mai 2018                      |
| 7       | 8              | 10. April 2018       | 15. Mai 2018         | 16. Mai 2018                      | 6. Juni 2018                      |

## Staffel 1
Die Erstausstrahlung der ersten Staffel war vom 20. September 2011 bis zum 8. Mai 2012 auf dem US-amerikanischen Fernsehsender Fox zu sehen. Die deutschsprachige Erstausstrahlung sendete der deutsche Free-TV-Sender ProSieben vom 25. Januar bis zum 19. Dezember 2012.
| Nr. (ges.) | Nr. (St.) | Deutscher Titel      | Originaltitel       | Erstausstrahlung USA | Deutschsprachige Erstausstrahlung (D) | Regie             | Drehbuch                                                    | Zuschauer (USA) | Quoten (Deutschland) |
| ---------- | --------- | -------------------- | ------------------- | -------------------- | ------------------------------------- | ----------------- | ----------------------------------------------------------- | --------------- | -------------------- |
| 1          | 1         | Dirty Dancing        | Pilot               | 20. Sep. 2011        | 5. Jan. 2012                          | Jake Kasdan       | Elizabeth Meriwether                                        | 10,28 Mio.      | 1,80 Mio.            |
| 2          | 2         | Kryptonit            | Kryptonite          | 27. Sep. 2011        | 11. Jan. 2012                         | Jake Kasdan       | Elizabeth Meriwether                                        | 9,28 Mio.       | 2,19 Mio.            |
| 3          | 3         | Hochzeitsgäste       | Wedding             | 4. Okt. 2011         | 18. Jan. 2012                         | Jason Winer       | Donick Cary                                                 | 8,65 Mio.       | 1,90 Mio.            |
| 4          | 4         | Nackt                | Naked               | 1. Nov. 2011         | 25. Jan. 2012                         | Jake Kasdan       | J. J. Philbin                                               | 7,42 Mio.       | 1,96 Mio.            |
| 5          | 5         | Eine Nacht mit Cece  | Cece Crashes        | 8. Nov. 2011         | 1. Feb. 2012                          | John Hamburg      | Rachel Axler                                                | 6,84 Mio.       | 1,67 Mio.            |
| 6          | 6         | Truthahn mit Paul    | Thanksgiving        | 15. Nov. 2011        | 8. Feb. 2012                          | Miguel Arteta     | Berkley Johnson                                             | 6,91 Mio.       | 1,63 Mio.            |
| 7          | 7         | Glockenspiel         | Bells               | 29. Nov. 2011        | 15. Feb. 2012                         | Peyton Reed       | Luvh Rakhe                                                  | 7,59 Mio.       | 1,74 Mio.            |
| 8          | 8         | Schlecht im Bett     | Bad in Bed          | 6. Dez. 2011         | 22. Feb. 2012                         | Jesse Peretz      | Josh Malmuth                                                | 6,79 Mio.       | 1,58 Mio.            |
| 9          | 9         | Es werde Licht       | The 23rd            | 13. Dez. 2011        | 29. Feb. 2012                         | Jason Winer       | Donick Cary                                                 | 6,82 Mio.       | 1,71 Mio.            |
| 10         | 10        | Party im Bus         | The Story of the 50 | 17. Jan. 2012        | 7. März 2012                          | Troy Miller       | Luvh Rakhe                                                  | 6,97 Mio.       | 1,60 Mio.            |
| 11         | 11        | Jess und Julia       | Jess and Julia      | 31. Jan. 2012        | 14. März 2012                         | Jake Kasdan       | Elizabeth Meriwether & Luvh Rakhe Idee: Luvh Rakhe          | 7,29 Mio.       | 1,49 Mio.            |
| 12         | 12        | Der Vermieter        | The Landlord        | 7. Feb. 2012         | 21. März 2012                         | Peyton Reed       | Berkley Johnson & Josh Malmuth Idee: Joe Port & Joe Wiseman | 6,83 Mio.       | 1,48 Mio.            |
| 13         | 13        | One-Night-Stand      | Valentine’s Day     | 14. Feb. 2012        | 10. Okt. 2012                         | Tucker Gates      | Lesley Wake Webster                                         | 6,47 Mio.       | 1,49 Mio.            |
| 14         | 14        | Der Trennungskaktus  | Bully               | 21. Feb. 2012        | 17. Okt. 2012                         | Dan Attias        | David Walpert                                               | 6,27 Mio.       | 1,45 Mio.            |
| 15         | 15        | Nick beim Frauenarzt | Injured             | 6. März 2012         | 24. Okt. 2012                         | Lynn Shelton      | J. J. Philbin Idee: Joe Port, Joe Wiseman & J. J. Philbin   | 6,00 Mio.       | 1,39 Mio.            |
| 16         | 16        | Störung im Ökosystem | Control             | 13. März 2012        | 31. Okt. 2012                         | Jesse Peretz      | Brett Baer & Dave Finkel                                    | 5,74 Mio.       | 1,16 Mio.            |
| 17         | 17        | Mr. Perfect (1)      | Fancyman (1)        | 20. März 2012        | 7. Nov. 2012                          | Peyton Reed       | J. J. Philbin & Nick Adams                                  | 5,18 Mio.       | 1,39 Mio.            |
| 18         | 18        | Mr. Perfect (2)      | Fancyman (2)        | 27. März 2012        | 14. Nov. 2012                         | Matt Shakman      | Berkley Johnson & Kim Rosenstock                            | 4,96 Mio.       | 1,30 Mio.            |
| 19         | 19        | Geheimnisse          | Secrets             | 3. Apr. 2012         | 21. Nov. 2012                         | David Wain        | Josh Malmuth                                                | 4,59 Mio.       | 1,56 Mio.            |
| 20         | 20        | Alles ganz normal    | Normal              | 10. Apr. 2012        | 28. Nov. 2012                         | Jesse Peretz      | Luvh Rakhe                                                  | 5,23 Mio.       | 1,47 Mio.            |
| 21         | 21        | Stress mit Kindern   | Kids                | 17. Apr. 2012        | 5. Dez. 2012                          | Tristram Shapeero | Donick Cary & Lesley Wake Webster                           | 5,22 Mio.       | 1,56 Mio.            |
| 22         | 22        | Frust-Tomaten        | Tomatoes            | 24. Apr. 2012        | 12. Dez. 2012                         | Michael Spiller   | David Walpert & Kim Rosenstock                              | 5,20 Mio.       | 1,44 Mio.            |
| 23         | 23        | Rückfälle            | Backslide           | 1. Mai 2012          | 19. Dez. 2012                         | Nanette Burstein  | David Quandt                                                | 4,40 Mio.       | 1,21 Mio.            |
| 24         | 24        | In der Wüste         | See Ya              | 8. Mai 2012          | 19. Dez. 2012                         | Michael Spiller   | Brett Baer & Dave Finkel Idee: Elizabeth Meriwether         | 5,61 Mio.       | 1,13 Mio.            |

## Staffel 2
Die Erstausstrahlung der zweiten Staffel war vom 25. September 2012 bis zum 14. Mai 2013 auf dem US-amerikanischen Fernsehsender Fox zu sehen. Die deutschsprachige Erstausstrahlung sendete der deutsche Free-TV-Sender ProSieben vom 8. Mai bis zum 28. August 2013.
| Nr. (ges.) | Nr. (St.) | Deutscher Titel      | Originaltitel         | Erstausstrahlung USA | Deutschsprachige Erstausstrahlung (D) | Regie             | Drehbuch                                | Zuschauer (USA) | Quoten (Deutschland) |
| ---------- | --------- | -------------------- | --------------------- | -------------------- | ------------------------------------- | ----------------- | --------------------------------------- | --------------- | -------------------- |
| 25         | 1         | Penis-Party          | Re-Launch             | 25. Sep. 2012        | 8. Mai 2013                           | Steve Pink        | Kay Cannon                              | 5,35 Mio.       | 0,99 Mio.            |
| 26         | 2         | Katie                | Katie                 | 25. Sep. 2012        | 8. Mai 2013                           | Larry Charles     | Elizabeth Meriwether                    | 5,18 Mio.       | 0,88 Mio.            |
| 27         | 3         | Der Anheizer         | Fluffer               | 2. Okt. 2012         | 15. Mai 2013                          | Fred Goss         | J. J. Philbin                           | 4,99 Mio.       | 1,45 Mio.            |
| 28         | 4         | Neue Nachbarn        | Neighbors             | 9. Okt. 2012         | 15. Mai 2013                          | Steve Pink        | Berkley Johnson                         | 4,94 Mio.       | 1,26 Mio.            |
| 29         | 5         | Models               | Models                | 23. Okt. 2012        | 22. Mai 2013                          | Eric Appel        | Josh Malmuth                            | 5,16 Mio.       | 1,58 Mio.            |
| 30         | 6         | Halloween            | Halloween             | 30. Okt. 2012        | 22. Mai 2013                          | Jesse Peretz      | David Iserson                           | 4,75 Mio.       | 1,48 Mio.            |
| 31         | 7         | Wassermassagen       | Menzies               | 13. Nov. 2012        | 29. Mai 2013                          | Jason Woliner     | Kim Rosenstock                          | 4,35 Mio.       | 1,38 Mio.            |
| 32         | 8         | Die Elternfalle      | Parents               | 20. Nov. 2012        | 29. Mai 2013                          | Jesse Peretz      | Ryan Koh                                | 4,11 Mio.       | 1,26 Mio.            |
| 33         | 9         | Die Uhr läuft ab     | Eggs                  | 27. Nov. 2012        | 5. Juni 2013                          | Neal Brennan      | Kay Cannon                              | 4,12 Mio.       | 1,54 Mio.            |
| 34         | 10        | Seifenblasen         | Bathtub               | 4. Dez. 2012         | 5. Juni 2013                          | Tristram Shapeero | Donick Cary                             | 4,10 Mio.       | 1,46 Mio.            |
| 35         | 11        | Partyhopping         | Santa                 | 11. Dez. 2012        | 12. Juni 2013                         | Craig Zisk        | Luvh Rakhe                              | 4,18 Mio.       | 1,31 Mio.            |
| 36         | 12        | Hüttenzauber         | Cabin                 | 8. Jan. 2013         | 12. Juni 2013                         | Alec Berg         | J. J. Philbin                           | 3,78 Mio.       | 1,27 Mio.            |
| 37         | 13        | Vaterliebe           | A Father’s Love       | 15. Jan. 2013        | 19. Juni 2013                         | Jake Kasdan       | Berkley Johnson & Josh Malmuth          | 3,65 Mio.       | 1,03 Mio.            |
| 38         | 14        | Pepperwood           | Pepperwood            | 22. Jan. 2013        | 19. Juni 2013                         | Lynn Shelton      | Nick Adams                              | 4,05 Mio.       | 0,98 Mio.            |
| 39         | 15        | Der Cooler           | Cooler                | 29. Jan. 2013        | 26. Juni 2013                         | Max Winkler       | Rebecca Addelman                        | 4,74 Mio.       | 1,48 Mio.            |
| 40         | 16        | Indische Singles     | Table 34              | 5. Feb. 2013         | 26. Juni 2013                         | Tristram Shapeero | David Iserson                           | 4,83 Mio.       | 1,45 Mio.            |
| 41         | 17        | Der Parkplatz        | Parking Spot          | 19. Feb. 2013        | 3. Juli 2013                          | Fred Goss         | Rebecca Addelman                        | 4,31 Mio.       | 1,42 Mio.            |
| 42         | 18        | Zehn Jahre zusammen  | Tinfinity             | 26. Feb. 2013        | 10. Juli 2013                         | Max Winkler       | Kim Rosenstock & Josh Malmuth           | 4,29 Mio.       | 1,35 Mio.            |
| 43         | 19        | Der Feuerfisch       | Quick Hardening Caulk | 19. März 2013        | 17. Juli 2013                         | Lorene Scafaria   | Ryan Koh Idee: Brett Baer & Dave Finkel | 4,26 Mio.       | 1,35 Mio.            |
| 44         | 20        | Chicago              | Chicago               | 26. März 2013        | 24. Juli 2013                         | Jake Kasdan       | Luvh Rakhe                              | 4,19 Mio.       | 1,15 Mio.            |
| 45         | 21        | Date oder nicht Date | First Date            | 4. Apr. 2013         | 31. Juli 2013                         | Lynn Shelton      | J. J. Philbin & Berkley Johnson         | 4,77 Mio.       | 1,32 Mio.            |
| 46         | 22        | Sprung ins Ungewisse | Bachelorette Party    | 9. Apr. 2013         | 7. Aug. 2013                          | Matt Sohn         | Kay Cannon & Sophia Lear                | 4,09 Mio.       | 1,35 Mio.            |
| 47         | 23        | Jungfrauen           | Virgins               | 30. Apr. 2013        | 14. Aug. 2013                         | Alec Berg         | Elizabeth Meriwether                    | 3,57 Mio.       | 1,23 Mio.            |
| 48         | 24        | Der Tag danach       | Winston’s Birthday    | 7. Mai 2013          | 21. Aug. 2013                         | Max Winkler       | Brett Baer & Dave Finkel                | 3,94 Mio.       | 1,28 Mio.            |
| 49         | 25        | Vorsicht Dachs!      | Elaine’s Big Day      | 14. Mai 2013         | 28. Aug. 2013                         | Jake Kasdan       | Christian Magalhães & Bob Snow          | 4,07 Mio.       | 1,50 Mio.            |

## Staffel 3
Die Erstausstrahlung der dritten Staffel war vom 17. September 2013 bis zum 6. Mai 2014 auf dem US-amerikanischen Fernsehsender Fox zu sehen. Die deutschsprachige Erstausstrahlung sendete der deutsche Free-TV-Sender ProSieben vom 26. März bis zum 6. August 2014.
| Nr. (ges.)                         | Nr. (St.) | Deutscher Titel          | Originaltitel      | Erstausstrahlung USA | Deutschsprachige Erstausstrahlung (D) | Regie                | Drehbuch                         | Zuschauer (USA) | Quoten (D) |
| ---------------------------------- | --------- | ------------------------ | ------------------ | -------------------- | ------------------------------------- | -------------------- | -------------------------------- | --------------- | ---------- |
| 50                                 | 1         | Voll dabei               | All In             | 17. Sep. 2013        | 26. März 2014                         | Max Winkler          | Elizabeth Meriwether             | 5,53 Mio.       | 1,57 Mio.  |
| 51                                 | 2         | Cool sein                | Nerd               | 24. Sep. 2013        | 26. März 2014                         | Fred Goss            | Kay Cannon                       | 4,04 Mio.       | 1,22 Mio.  |
| 52                                 | 3         | Das Doppeldate           | Double Date        | 1. Okt. 2013         | 2. Apr. 2014                          | Max Winkler          | Luvh Rakhe                       | 3,85 Mio.       | 0,99 Mio.  |
| 53                                 | 4         | Der Captain              | The Captain        | 8. Okt. 2013         | 2. Apr. 2014                          | Fred Goss            | J. J. Philbin                    | 3,96 Mio.       | 0,98 Mio.  |
| 54                                 | 5         | Nicks Krambox            | The Box            | 15. Okt. 2013        | 9. Apr. 2014                          | Andrew Fleming       | Rob Rosell                       | 3,45 Mio.       | 1,10 Mio.  |
| 55                                 | 6         | Mein Freund Keaton       | Keaton             | 22. Okt. 2013        | 9. Apr. 2014                          | David Katzenberg     | Dave Finkel & Brett Baer         | 3,74 Mio.       | 0,91 Mio.  |
| 56                                 | 7         | Coach                    | Coach              | 5. Nov. 2013         | 16. Apr. 2014                         | Russ Alsobrook       | David Feeney                     | 3,85 Mio.       | 0,92 Mio.  |
| 57                                 | 8         | Schützt die Meere!       | Menus              | 12. Nov. 2013        | 16. Apr. 2014                         | Trent O’Donnell      | Matt Fusfeld & Alex Cuthbertson  | 3,36 Mio.       | 0,86 Mio.  |
| 58                                 | 9         | Nacht des Wahnsinns      | Longest Night Ever | 19. Nov. 2013        | 23. Apr. 2014                         | Nicholas Jasenovec   | Ryan Koh                         | 3,26 Mio.       | 0,80 Mio.  |
| 59                                 | 10        | Ruf der Wildnis          | Thanksgiving III   | 26. Nov. 2013        | 23. Apr. 2014                         | Max Winkler          | Josh Malmuth                     | 3,51 Mio.       | 0,77 Mio.  |
| 60                                 | 11        | Wie man sich entscheidet | Clavado En Un Bar  | 7. Jan. 2014         | 30. Apr. 2014                         | Eric Appel           | Berkley Johnson                  | 3,20 Mio.       | 0,95 Mio.  |
| 61                                 | 12        | Das Sex-Duell            | Basketsball        | 14. Jan. 2014        | 30. Apr. 2014                         | Lorene Scafaria      | Rebecca Addelman                 | 3,24 Mio.       | 0,77 Mio.  |
| 62                                 | 13        | Volles Programm          | Birthday           | 21. Jan. 2014        | 7. Mai 2014                           | Richie Keen          | Kim Rosenstock                   | 3,75 Mio.       | 1,18 Mio.  |
| 63                                 | 14        | Prince                   | Prince             | 2. Feb. 2014         | 7. Mai 2014                           | Fred Goss            | David Feeney & Rob Rosell        | 26,30 Mio.      | 1,07 Mio.  |
| Gastauftritt: Prince als er selbst |           |                          |                    |                      |                                       |                      |                                  |                 |            |
| 64                                 | 15        | Die Ex-Files             | Exes               | 4. Feb. 2014         | 14. Mai 2014                          | Alex Hardcastle      | Nina Pedrad                      | 3,48 Mio.       | 1,19 Mio.  |
| 65                                 | 16        | Meine wilde Schwester    | Sister             | 11. Feb. 2014        | 14. Mai 2014                          | Max Winkler          | Matt Fusfeld & Alex Cuthbertson  | 2,97 Mio.       | 1,07 Mio.  |
| 66                                 | 17        | Schwester? Nein Danke!   | Sister II          | 25. Feb. 2014        | 28. Mai 2014                          | Bill Purple          | Ryan Koh & Luvh Rakhe            | 2,84 Mio.       | 1,02 Mio.  |
| 67                                 | 18        | Ich mag dein Nachthemd   | Sister III         | 4. März 2014         | 4. Juni 2014                          | Jay Chandrasekhar    | Camilla Blackett                 | 2,93 Mio.       | 0,93 Mio.  |
| 68                                 | 19        | Heuern und feuern        | Fired Up           | 11. März 2014        | 11. Juni 2014                         | Steve Welch          | Sophia Lear                      | 2,48 Mio.       | 1,04 Mio.  |
| 69                                 | 20        | Männer sind vom Mars     | Mars Landing       | 25. März 2014        | 16. Juli 2014                         | Lynn Shelton         | Josh Malmuth & Nina Pedrad       | 2,49 Mio.       | 0,95 Mio.  |
| 70                                 | 21        | Mir geht’s gut           | Big News           | 15. Apr. 2014        | 23. Juli 2014                         | Steven Tsuchida      | Berkley Johnson & Kim Rosenstock | 2,19 Mio.       | 0,89 Mio.  |
| 71                                 | 22        | Für immer und ewig       | Dance              | 29. Apr. 2014        | 30. Juli 2014                         | Trent O’Donnell      | Rebecca Addelman & Ryan Koh      | 2,20 Mio.       | 0,88 Mio.  |
| 72                                 | 23        | Das große Romantikpaket  | Cruise             | 6. Mai 2014          | 6. Aug. 2014                          | Elizabeth Meriwether | Luvh Rakhe & Rob Rosell          | 2,40 Mio.       | 0,97 Mio.  |

## Staffel 4
Die Erstausstrahlung der vierten Staffel war vom 16. September 2014 bis zum 5. Mai 2015 auf dem US-amerikanischen Fernsehsender Fox zu sehen. Die deutschsprachige Erstausstrahlung sendete der österreichische Free-TV-Sender ORF eins vom 11. April bis zum 5. September 2015.
| Nr. (ges.) | Nr. (St.) | Deutscher Titel            | Originaltitel                | Erstausstrahlung USA | Deutschsprachige Erstausstrahlung (A) | Regie             | Drehbuch                                                 | Zuschauer (USA) |
| ---------- | --------- | -------------------------- | ---------------------------- | -------------------- | ------------------------------------- | ----------------- | -------------------------------------------------------- | --------------- |
| 73         | 1         | Kühlschrankmenschen        | The Last Wedding             | 16. Sep. 2014        | 11. Apr. 2015                         | Trent O’Donnell   | J. J. Philbin                                            | 3,04 Mio.       |
| 74         | 2         | Die Dating-App             | Dice                         | 23. Sep. 2014        | 11. Apr. 2015                         | Lynn Shelton      | Matt Fusfeld & Alex Cuthbertson                          | 2,35 Mio.       |
| 75         | 3         | Der Schwamm für den Mann   | Julie Berkman’s Older Sister | 30. Sep. 2014        | 18. Apr. 2015                         | Fred Goss         | Nina Pedrad                                              | 2,37 Mio.       |
| 76         | 4         | Wer ist schon perfekt?     | Micro                        | 7. Okt. 2014         | 25. Apr. 2015                         | Jay Chandrasekhar | Josh Malmuth                                             | 2,61 Mio.       |
| 77         | 5         | Der Festnetzanschluss      | Landline                     | 14. Okt. 2014        | 2. Mai 2015                           | Trent O’Donnell   | Rob Rosell                                               | 2,26 Mio.       |
| 78         | 6         | Sergeant Tess Dorado       | Background Check             | 4. Nov. 2014         | 9. Mai 2015                           | Lorene Scafaria   | Rebecca Addelman                                         | 3,38 Mio.       |
| 79         | 7         | Keks für Mama              | Goldmine                     | 11. Nov. 2014        | 16. Mai 2015                          | Russ Alsobrook    | Berkley Johnson                                          | 3,04 Mio.       |
| 80         | 8         | Konferenz mit Puffer       | Teachers                     | 18. Nov. 2014        | 23. Mai 2015                          | Trent O’Donnell   | Kim Rosenstock                                           | 2,83 Mio.       |
| 81         | 9         | Gegen alle Regeln          | Thanksgiving IV              | 25. Nov. 2014        | 30. Mai 2015                          | Fred Goss         | David Feeney                                             | 2,77 Mio.       |
| 82         | 10        | Zickenkrieg                | Girl Fight                   | 2. Dez. 2014         | 6. Juni 2015                          | Bill Purple       | Danielle Sanchez-Witzel                                  | 3,00 Mio.       |
| 83         | 11        | Flüge gestrichen           | LAXmas                       | 9. Dez. 2014         | 13. Juni 2015                         | Trent O’Donnell   | Matt Fusfeld & Alex Cuthbertson                          | 3,28 Mio.       |
| 84         | 12        | Lärm macht krank           | Shark                        | 6. Jan. 2015         | 20. Juni 2015                         | Alex Hardcastle   | Jacob Brown & Rob Rosell                                 | 3,19 Mio.       |
| 85         | 13        | Der Schulausflug           | Coming out                   | 13. Jan. 2015        | 27. Juni 2015                         | Bill Purple       | Sophia Lear                                              | 2,90 Mio.       |
| 86         | 14        | Männerprobleme             | Swuit                        | 3. Feb. 2015         | 4. Juli 2015                          | Trent O’Donnell   | Noah Garfinkel                                           | 2,96 Mio.       |
| 87         | 15        | Sechs Bars in fünf Stunden | The Crawl                    | 10. Feb. 2015        | 11. Juli 2015                         | Jay Chandrasekhar | Kim Rosenstock                                           | 2,71 Mio.       |
| 88         | 16        | Oregon                     | Oregon                       | 17. Feb. 2015        | 18. Juli 2015                         | Russ Alsobrook    | Nina Pedrad                                              | 3,08 Mio.       |
| 89         | 17        | Arachnophobie              | Spiderhunt                   | 24. Feb. 2015        | 25. Juli 2015                         | Steve Welch       | Berkley Johnson                                          | 2,85 Mio.       |
| 90         | 18        | Weg der Schande            | Walk of Shame                | 3. März 2015         | 1. Aug. 2015                          | Christine Gernon  | Danielle Sanchez-Witzel                                  | 2,53 Mio.       |
| 91         | 19        | Die Sex-SMS                | The Right Thing              | 31. März 2015        | 8. Aug. 2015                          | Erin O’Malley     | Matt Fusfeld & Alex Cuthbertson                          | 2,33 Mio.       |
| 92         | 20        | Das Golfturnier            | Par 5                        | 7. Apr. 2015         | 22. Aug. 2015                         | Trent O’Donnell   | Lamorne Morris & Rob Rosell                              | 2,14 Mio.       |
| 93         | 21        | Expertin für die Liebe     | Panty Gate                   | 28. Apr. 2015        | 29. Aug. 2015                         | Reginald Hudlin   | David Feeney & Veronica McCarthy                         | 2,07 Mio.       |
| 94         | 22        | Ein klarer Schnitt         | Clean Break                  | 5. Mai 2015          | 5. Sep. 2015                          | Trent O’Donnell   | Rebecca Addelman & Kim Rosenstock Idee: Rebecca Addelman | 2,22 Mio.       |

## Staffel 5
Die Erstausstrahlung der fünften Staffel war vom 5. Januar bis zum 10. Mai 2016 auf dem US-amerikanischen Fernsehsender Fox zu sehen. Die deutschsprachige Erstausstrahlung der ersten 11 Episoden sendete der österreichische Free-TV-Sender ORF eins vom 30. Januar bis zum 10. April 2017. Die Episoden 12 bis 15 wurden beim deutschen Free-TV-Sender ProSieben vom 24. April bis zum 22. Mai 2017 ausgestrahlt, die restlichen Episoden dann beim Pay-TV-Sender ProSieben Fun vom 26. bis zum 31. Mai 2017.
| Nr. (ges.) | Nr. (St.) | Deutscher Titel            | Originaltitel                | Erstausstrahlung USA | Deutschsprachige Erstausstrahlung (A/D) | Regie                | Drehbuch                        | Zuschauer (USA) |
| ---------- | --------- | -------------------------- | ---------------------------- | -------------------- | --------------------------------------- | -------------------- | ------------------------------- | --------------- |
| 95         | 1         | Big Mama                   | Big Mama P                   | 5. Jan. 2016         | 30. Jan. 2017                           | Erin O’Malley        | Berkley Johnson                 | 3,33 Mio.       |
| 96         | 2         | Verliebt in Flip und Nancy | What About Fred              | 12. Jan. 2016        | 6. Feb. 2017                            | Eric Appel           | Matt Fusfeld & Alex Cuthbertson | 3,25 Mio.       |
| 97         | 3         | Cece gegen Nick            | Jury Duty                    | 19. Jan. 2016        | 13. Feb. 2017                           | Trent O’Donnell      | Josh Malmuth & Nina Pedrad      | 2,95 Mio.       |
| 98         | 4         | Boutique-Hotel im Loft     | No Girl                      | 26. Jan. 2016        | 20. Feb. 2017                           | Elizabeth Meriwether | Rob Rosell                      | 2,84 Mio.       |
| 99         | 5         | Nicks Lebensplan           | Bob & Carol & Nick & Schmidt | 2. Feb. 2016         | 27. Feb. 2017                           | Jake Johnson         | Rob Rosell                      | 2,94 Mio.       |
| 100        | 6         | Reagan                     | Reagan                       | 9. Feb. 2016         | 6. März 2017                            | Trent O’Donnell      | Kim Rosenstock                  | 3,10 Mio.       |
| 101        | 7         | Die Perücke                | Wig                          | 16. Feb. 2016        | 13. März 2017                           | Christine Gernon     | David Feeney                    | 2,80 Mio.       |
| 102        | 8         | Wer kriegt Reagan?         | The Decision                 | 23. Feb. 2016        | 20. März 2017                           | Trent O’Donnell      | Luvh Rakhe                      | 2,68 Mio.       |
| 103        | 9         | Hitzewelle                 | Heat Wave                    | 1. März 2016         | 27. März 2017                           | Erin O’Malley        | Matt Fusfeld & Alex Cuthbertson | 2,61 Mio.       |
| 104        | 10        | Gänsehaut-Abschied         | Goosebumps Walkaway          | 8. März 2016         | 3. Apr. 2017                            | Trent O’Donnell      | Berkley Johnson                 | 2,65 Mio.       |
| 105        | 11        | Alle am Durchdrehen        | The Apartment                | 15. März 2016        | 10. Apr. 2017                           | Christine Gernon     | Nina Pedrad                     | 2,30 Mio.       |
| 106        | 12        | Tag der Entscheidungen     | D-Day                        | 22. März 2016        | 24. Apr. 2017                           | Michael Schultz      | Josh Malmuth                    | 2,25 Mio.       |
| 107        | 13        | Nochmal Sam                | Sam, Again                   | 29. März 2016        | 8. Mai 2017                             | Steve Welch          | Ethan Sandler & Adrian Wenner   | 2,21 Mio.       |
| 108        | 14        | 100 Meter                  | 300 Feet                     | 12. Apr. 2016        | 15. Mai 2017                            | Trent O’Donnell      | Sophia Lear                     | 2,65 Mio.       |
| 109        | 15        | Jeff Day                   | Jeff Day                     | 19. Apr. 2016        | 22. Mai 2017                            | Jay Chandrasekhar    | Joe Wengert                     | 2,09 Mio.       |
| 110        | 16        | Der Sextraum               | Helmet                       | 19. Apr. 2016        | 26. Mai 2017                            | Josh Greenbaum       | Sarah Nevada Smith              | 1,75 Mio.       |
| 111        | 17        | Roadtrip                   | Road Trip                    | 26. Apr. 2016        | 29. Mai 2017                            | Trent O’Donnell      | Noah Garfinkel                  | 2,42 Mio.       |
| 112        | 18        | Ein chilliger Tag          | A Chill Day In               | 26. Apr. 2016        | 29. Mai 2017                            | Erin O’Malley        | Sarah Tapscott                  | 1,87 Mio.       |
| 113        | 19        | Das Brautkleid             | Dress                        | 3. Mai 2016          | 30. Mai 2017                            | Trent O’Donnell      | David Feeney & Josh Malmuth     | 2,27 Mio.       |
| 114        | 20        | Unzustellbar               | Return To Sender             | 3. Mai 2016          | 30. Mai 2017                            | Russ Alsobrook       | Veronica McCarthy               | 1,88 Mio.       |
| 115        | 21        | Der Ring                   | Wedding Eve                  | 10. Mai 2016         | 31. Mai 2017                            | Trent O’Donnell      | Nina Pedrad & Kim Rosenstock    | 2,34 Mio.       |
| 116        | 22        | Braut ohne Bräutigam       | Landing Gear                 | 10. Mai 2016         | 31. Mai 2017                            | Luvh Rakhe           | Erin O’Malley                   | 2,17 Mio.       |

## Staffel 6
Die Erstausstrahlung der sechsten Staffel war vom 20. September 2016 bis zum 4. April 2017 auf dem US-amerikanischen Fernsehsender Fox zu sehen. Die deutschsprachige Erstausstrahlung wurde vom 25. Januar bis 10. Mai 2018 auf dem deutschen Free-TV-Sender sixx gesendet.
| Nr. (ges.) | Nr. (St.) | Deutscher Titel           | Originaltitel         | Erstausstrahlung USA | Deutschsprachige Erstausstrahlung (D) | Regie             | Drehbuch                        | Zuschauer (USA) |
| ---------- | --------- | ------------------------- | --------------------- | -------------------- | ------------------------------------- | ----------------- | ------------------------------- | --------------- |
| 117        | 1         | Wir kaufen ein Haus       | House Hunt            | 20. Sep. 2016        | 25. Jan. 2018                         | Zooey Deschanel   | Luv Rakhe                       | 2,31 Mio.       |
| 118        | 2         | Die Schnapslady           | Hubbedy Bubby         | 27. Sep. 2016        | 25. Jan. 2018                         | Steve Welch       | Sarah Tapscott                  | 2,03 Mio.       |
| 119        | 3         | Single und selbstbestimmt | Single and Sufficient | 4. Okt. 2016         | 1. Feb. 2018                          | Michael Schultz   | Kim Rosenstock & Joe Wengert    | 2,03 Mio.       |
| 120        | 4         | Verdammtes New York       | Homecoming            | 11. Okt. 2016        | 1. Feb. 2018                          | Trent O’Donnell   | Matt Fusfeld & Alex Cuthbertson | 1,95 Mio.       |
| 121        | 5         | Das Pornohaus             | Jaipur Aviv           | 18. Okt. 2016        | 8. Feb. 2018                          | Erin O’Malley     | Berkley Johnson                 | 1,81 Mio.       |
| 122        | 6         | Schöne Männer             | Ready                 | 15. Nov. 2016        | 8. Feb. 2018                          | Trent O’Donnell   | Noah Garfinkel                  | 1,93 Mio.       |
| 123        | 7         | Truthahn mit Wumms        | Last Thanksgiving     | 22. Nov. 2016        | 15. Feb. 2018                         | Trent O’Donnell   | Joni Lefkowitz                  | 1,75 Mio.       |
| 124        | 8         | James Wonder              | James Wonder          | 29. Nov. 2016        | 15. Feb. 2018                         | Trent O’Donnell   | Ethan Sandler & Adrian Wenner   | 1,81 Mio.       |
| 125        | 9         | Draht zum Volk            | Es Good               | 6. Dez. 2016         | 22. Feb. 2018                         | Trent O’Donnell   | Rob Rosell                      | 1,73 Mio.       |
| 126        | 10        | Das beste Geschenk        | Christmas Eve Eve     | 13. Dez. 2016        | 22. Feb. 2018                         | Trent O’Donnell   | Sophia Lear                     | 1,62 Mio.       |
| 127        | 11        | Alles Geschmackssache     | Raisin’s Back         | 3. Jan. 2017         | 1. März 2018                          | Dana Fox          | Eliot Glazer                    | 2,48 Mio.       |
| 128        | 12        | Von Ex zu Ex              | The Cubicle           | 10. Jan. 2017        | 1. März 2018                          | Jay Chandrasekhar | Kim Rosenstock                  | 2,48 Mio.       |
| 129        | 13        | Männermodels              | Cece’s Boys           | 17. Jan. 2017        | 15. März 2018                         | Trent O’Donnell   | Joe Wengert                     | 2,37 Mio.       |
| 130        | 14        | Überraschungen            | The Hike              | 24. Jan. 2017        | 22. März 2018                         | Josh Greenbaum    | Sarah Tapscott                  | 2,35 Mio.       |
| 131        | 15        | 21 Phasen                 | Glue                  | 7. Feb. 2017         | 29. März 2018                         | Trent O’Donnell   | Marquita J. Robinson            | 2,23 Mio.       |
| 132        | 16        | Operation Rotluchs        | Operation: Bobcat     | 14. Feb. 2017        | 5. Apr. 2018                          | Steve Welch       | Lamar Woods                     | 2,13 Mio.       |
| 133        | 17        | Zaubertinte               | Rumspringa            | 21. Feb. 2017        | 12. Apr. 2018                         | Josh Greenbaum    | Sophia Lear & Noah Garfinkel    | 2,25 Mio.       |
| 134        | 18        | Autoritätspersonen        | Young Adult           | 28. Feb. 2017        | 19. Apr. 2018                         | Jay Chandrasekhar | Jason Daugherty                 | 2,09 Mio.       |
| 135        | 19        | Socalyalcon VI            | Socalyalcon VI        | 14. März 2017        | 26. Apr. 2018                         | Trent O’Donnell   | Berkley Johnson                 | 1,79 Mio.       |
| 136        | 20        | Flucht nach Portland      | Misery                | 21. März 2017        | 3. Mai 2018                           | Erin O’Malley     | Luvh Rakhe                      | 1,98 Mio.       |
| 137        | 21        | San Diego                 | San Diego             | 28. März 2017        | 10. Mai 2018                          | Trent O’Donnell   | David Feeney & Rob Rosell       | 2,16 Mio.       |
| 138        | 22        | Mutig sein                | Five Stars for Beezus | 4. Apr. 2017         | 10. Mai 2018                          | Erin O’Malley     | Elizabeth Meriwether            | 2,00 Mio.       |

## Staffel 7
Im Mai 2017 verlängerte Fox die Serie um eine siebte und letzte Staffel. Die Erstausstrahlung der siebten Staffel war vom 10. April bis zum 15. Mai 2018 auf dem US-amerikanischen Fernsehsender Fox zu sehen. Die deutschsprachige Erstausstrahlung wurde vom 16. Mai bis 6. Juni 2018 auf dem deutschen Free-TV-Sender ProSieben ausgestrahlt.
| Nr. (ges.) | Nr. (St.) | Deutscher Titel        | Originaltitel                 | Erstausstrahlung USA | Deutschsprachige Erstausstrahlung (D) | Regie             | Drehbuch             | Zuschauer (USA) |
| ---------- | --------- | ---------------------- | ----------------------------- | -------------------- | ------------------------------------- | ----------------- | -------------------- | --------------- |
| 139        | 1         | Drei Jahre später      | About Three Years Later       | 10. Apr. 2018        | 16. Mai 2018                          | Erin O’Malley     | Berkley Johnson      | 1,83 Mio.       |
| 140        | 2         | Schlafentzug           | Tuesday Meeting               | 17. Apr. 2018        | 16. Mai 2018                          | Josh Greenbaum    | Sarah Tapscott       | 1,58 Mio.       |
| 141        | 3         | Kuschelpädagogik       | Lillypads                     | 24. Apr. 2018        | 23. Mai 2018                          | Trent O’Donnell   | J. J. Philbin        | 1,51 Mio.       |
| 142        | 4         | In Memoriam            | Where the Road Goes           | 1. Mai 2018          | 23. Mai 2018                          | Michael Schultz   | Noah Garfinkel       | 1,33 Mio.       |
| 143        | 5         | Taufpaten              | Godparents                    | 8. Mai 2018          | 30. Mai 2018                          | Lamorne Morris    | Lamar Woods          | 1,32 Mio.       |
| 144        | 6         | Mario                  | Mario                         | 8. Mai 2018          | 30. Mai 2018                          | Jay Chandrasekhar | Joe Wengert          | 1,32 Mio.       |
| 145        | 7         | Fluch der Piratenbraut | The Curse of the Pirate Bride | 15. Mai 2018         | 6. Juni 2018                          | Josh Greenbaum    | Ann Kim              | 1,47 Mio.       |
| 146        | 8         | Engram Pattersky       | Engram Pattersky              | 15. Mai 2018         | 6. Juni 2018                          | Erin O’Malley     | Elisabeth Meriwether | 1,47 Mio.       |